# قرش نائم صغير
قرش نائم صغير (الاسم العلمي: Somniosus rostratus) هو نوع من أنواع القروش التي تنتمي لعائلة القروش النائمة. تتواجد هذه القروش في شمال شرق المحيط الأطلسي وغرب البحر المتوسط وغرب المحيط الهادئ وفي المياه حول نيوزيلندا، وتعيش على عمق يتراوح ما بين 200 و 1000 متر. طول هذا النوع من القروش يصل إلى ما يقارب 1.43 م.

## التوزيع
نادرا ما يتم مصادفة أو رؤية هذا النوع من القروش. تم رؤية هذا النوع في شمال-شرق المحيط الأطلسي وغرب البحر الأبيض المتوسط. كما تم رؤيتها في المياه البحرية قبالة فلسطين وكوبا.

### موائله
على الرغم من أنه تم توثيق تواجد هذه الأنواع من القروش حاليًا في المياه التي يتراوح عمقها ما بين حوالي 180 و2200 متر، إلا أنه من الممكن أن تتواجد هذه القروش في أعماق أكبر من ذلك. حيث يتواجد هذا النوع من القروش في القاع العميق، فوق الركيزة الطينية أو الرملية؛ على المنحدرات القارية الخارجية وعلى المنحدرات العليا.

## علم البيئة

### التكاثر والنمو
يصل طول هذا النوع من القروش إلى حد أقصى ييلغ حوالي 140 سم. تبلغ الذكور مرحلة النضوج عندما يصل لطولها لحوالي 71 سم. وتبلغ الإناث مرحلة النضوج عندما يصل طولها لحوالي 80 سم، تتكاثر هذه القروش عن طريق نمط البيوضية الولودية؛ والكثير من المعلومات حول عملية التكاثر لهذا النوع من القروش لا تزال مجهولة.

### نظامه الغذائي
تتغذى هذه الأنواع من القروش على رأسيات الأرجل، يتم اصياد هذا النوع من القروش في معظم الأحيان عن طريق استخدام معدات الصيد التي تستعمل لاصطياد الأسماك التي تعيش في قاع البحار؛ ويدل وجود بقايا في معدة هذه القروش لأنواع فرائس التي تعتبر مخلوقات سريعة الحركة، على أن هذا القرش يسبح ويعيش جميع أنحاء المناطق العميقة من عمود الماء. وقد يفسر هذا الأمر جزئياً سبب معدل الصيد المنخفض لهذه القروش؛ الذي يعتبر أقل من المتوقع في مجال صيد أسماك القاع العميق.

## التهديدات
يصطاد هذا النوع من أسماك القرش في قاع المحيط الأطلسي الشرقي في بعض الأحيان بواسطة الصيد بالخيوط الطويلة أو استعمال شباك الجر في قاع المحيط الأطلسي الشرقي. يتم تسجيل أو توثيق اصطياده في معظم الأحيان ضمن فئة «أسماك القرش النائمة» أو «أسماك القرش». عند ساحل البحر الأبيض المتوسط في إسبانيا؛ غالبًا ما يتم إرجاع هذه القروش إلى مياه البحر بعد أن يتم اصطيادها، ولا يتم استغلالها لأي هدف آخر. من المرجح أن احتمالات البقاء على قيد الحياة لهذه القروش، من بعد أن يتم اصطيادها ومن ثم إرجاعها للبحر، تعتبر احتمالات منخفضة جدا وأمر نادر للغاية. كما تم صيد أسماك القروش هذه تاريخيا قبالة سواحل دولة البرتغال، ولكن بحلول عام 1996 انتهى تقرببا هذا المجال من الصيد.
يتم اصطياد هذا القرش كصيد ثانوي وغير أساسي عند عمليات اصطياد الأسماك القاعية وأسماك سكابارد السوداء في الأزور.
تتفاقم التهديدات التي تواجهها أسماك القرش النائم الصغير بسبب الوقت الطويل الذي تتخذه هذه القروش للنضوج؛ حيث ينمو جسدها على الأرجح بوتيرة بطيئة، أي مثلها كمثل باقي أنواع أسماك القرش الأخرى التي تنتمي لمجموعة قرشيات. كما أن مجموعة القروش هذه تنتشر على مدى ونطاق صغير نسبيا.

## حالة الحفظ
على الرغم من عدم وجود أي تدابير أو إجراءات حفظ خاصة لأنواع القروش هذه بالذات؛ إلا أن الهيئة العامة لاصطياد أسماك البحر الأبيض المتوسط قد حظرت ومنعت عمليات الاصطياد بأي شكل كان ولأي نوع كان، بواسطة استعمال شباك الجر في القاع الذي يتواجد في المناطق التي تكون تحت أسفل وأعمق من العمق الذي يبلغ مقداره حوالي 1000 متر. هناك حاجة إلى مزيد من المعلومات حول هذه الأنواع من القروش قبل أن يتم توفير وتنفيذ خطة حماية وحفظ مفصلة لهذا النوع تحديدا.